# 白思明
白思明（1442年—1500年），字睿之，山西平定州（今山西平定）人，明朝政治人物。进士出身。

## 生平
二十一歲以尚書登天順壬午科山西鄉試第三名。成化二年（1466年），會試第一百六十七名。殿試登丙戌科進士，食俸工部，奉命主持秦王妃營葬事。成化四年（1468年），任嘉定县知县，十年（1474年）由吴哲接任。成化十年升吏部文选司主事，十八年陞本司員外郎，二十一年陞考功司郎中，二十三年調文選司郎中，二十三年（1487年）十二月升太仆寺少卿，弘治三年（1490年）五月升右佥都御史、巡抚延绥，未任，被吏科给事中宋琮等劾奏其不协人望，遂调外任，为山东兖州府知府。丁外艱，服闋，改知廣平府。弘治七年甲寅（1494年）陞南京太僕寺少卿。朝議薦为太常寺卿，又薦为應天府尹，又薦为太僕寺卿，十年丁內艱。免喪至京，忽痰疾大作，遂卒，時弘治庚申正月十日，距其生正統壬戌九月一日，春秋五十有九。

## 家族
曾祖白勳，官昌化知縣、楚府審理正；祖父白琦，封監察御史；父白傑。母石氏。重慶下。弟思聰、思義（舉人）、思温、思孝。娶吕氏。